# فلیکس هوفویت-بوینی
فلیکس هوفویت-بوینی (انگلیسی: Félix Houphouët-Boigny; ۱۸ اکتبر ۱۹۰۵ – ۷ دسامبر ۱۹۹۳) یک سیاست‌مدار اهل ساحل عاج بود. وی از ۳ نوامبر ۱۹۶۰ تا هنگام مرگ رئیس‌جمهور این کشور بود.
فلیکس هوفویت-بوینی در ۷ دسامبر ۱۹۹۳ در سن ۸۸ سالگی درگذشت.